# Jan Jacek Serwin
Jan Jacek Serwin (ur. 8 czerwca 1843, zm. 6 lipca 1926) – porucznik, weteran powstania styczniowego.
Jan Jacek Serwin urodził się we wsi Serniki na Lubelszczyźnie, był rolnikiem.
Po wybuchu powstania wstąpił do oddziału Kazimierza Bogdanowicza. Brał z nim udział w bitwie pod Sawinem. Po klęsce Bogdanowicza przeszedł do oddziału Marcina Borelowskiego. W lecie 1863 przeszedł do oddział Bronisława Rudzkiego, w którego szeregach walczył między innymi w bitwie pod Depułtyczami oraz bitwie pod Fajsławicami. Wkrótce po klęsce pod Fajławicami, dostał się do niewoli rosyjskiej i był więźniem Zamku Lubeskiego oraz Cytadeli Warszawskiej. Za udział w powstaniu został zesłany na Sybir, gdzie spędził 3 lata. Po powrocie do Królestwa mieszkał w Warszawie.
Po odzyskaniu niepodległości działał w Komitecie wsparć Weteranów 1863 w Lublinie. Po śmierci prezesa Brunona Dymowskiego 1 kwietnia 1926 roku, Jan Serwin został nowym prezesem, funkcję tę pełnił do swojej śmierci.
Był odznaczony Krzyżem Walecznych.
Zmarł 6 lipca w Lublinie, został pochowany w rodzinnym grobowcu na cmentarzu przy ul. Lipowej w Lublinie.